# Dolok Merangir Satu
Dolok Merangir Satu is een bestuurslaag in het regentschap Simalungun van de provincie Noord-Sumatra, Indonesië. Dolok Merangir Satu telt 4527 inwoners (volkstelling 2010).